# TONGUE TE TONGUE
TONGUE TE TONGUE（タン テ タン）は、SOUL'd OUTの16thシングルである。2007年10月3日にSMEレコーズより発売された。

## 概要
- SOUL'd OUT初のシングル3か月連続リリース企画の第2弾である[2]。
- 日本武道館ライブ公演後に作られた曲。3か月リリース企画の作品の中では最後に完成した曲で、既に完成していた「MEGALOPOLIS PATROL」と「COZMIC TRAVEL」に足りないものをテーマに制作された。
- 3曲目の「TONGUE TE TONGUE 〜EDGE-PLAYER REMIX〜」は「TONGUE TE TONGUE」のリミックスであり、Bro.Hi率いるEdgePlayer（現：E.P.O）が手がけている。

## 収録曲
1. TONGUE TE TONGUE (5:00)
（作詞：Diggy-MO', Bro.Hi　作曲：Diggy-MO', Shinnosuke　編曲：Shinnosuke）
Shinnosukeは、S.O初期のダンスクラシックスへの回帰を意識してトラックを制作した。
2. デタラmEDUCATION (4:02)
（作詞：Diggy-MO', Bro.Hi　作曲：Diggy-MO', Shinnosuke　編曲：Shinnosuke）
3. TONGUE TE TONGUE 〜EDGE-PLAYER REMIX〜 (5:25)
（作詞：Diggy-MO', Bro.Hi　作曲：Diggy-MO', Shinnosuke）

## タイアップ
TONGUE TE TONGUE
テレビ東京系「流派-R」2007年10月度オープニングテーマ

## 収録アルバム
- ATTITUDE（#1）
- Movies&Remixies 4（#3）